# Техмінімум
Техмінімум (англ. (required)minimum of technical knowledge; нім. technisches Minimum, Minimum n an technischem Wissen) — мінімальний обсяг технічних знань, які повинен мати робітник певної професії та кваліфікації.
Сукупність знань, досвіду в певній галузі техніки, необхідних для робітника відповідного фаху. Таку сукупність знань забезпечує виробничо-технічне навчання робітників на підприємствах без відриву від виробництва.